# Холден Колфилд
Хо́лден Ко́лфилд (англ. Holden Caulfield) — главное действующее лицо романа Джерома Д. Сэлинджера «Над пропастью во ржи», ставшее символом юношеского бунта, характерного для молодёжного авангарда, и нонконформизма. Впервые персонаж с таким именем появляется у Сэлинджера в рассказе «Лёгкий бунт на Мэдисон-авеню» 1941 года (впоследствии в сильно дополненном и переработанном виде этот рассказ стал семнадцатой главой романа).
Рожденный для обеспеченной и привилегированной жизни, Колфилд смотрит свысока на элитарный мир, в котором он живёт. Он подвергает сомнению ценности своего общества и порой отвергает принятые в нём правила поведения. Холдену свойственны наблюдательность, самоанализ, цинизм, сарказм и вспыльчивость, и вместе с тем искренняя доброта, сострадание, робость и таланты. Его, далеко неглупого молодого человека, выгоняют из множества школ, чаще всего из-за того, что он не похож на остальных.
События романа разворачиваются незадолго до семнадцатилетия Холдена (он пересказывает эту историю, уже будучи семнадцатилетним). Он высокий, худой шатен, однако один из висков у него — полностью седой, вследствие чего Холден выглядит старше своих лет. Подробное описание внешности Холдена нигде не дается.
Есть некоторые догадки, почему Сэлинджер выбирает имя «Holden Caulfield» для своего главного героя. Широко распространена легенда, будто это имя появилось после того, как Сэлинджер увидел афишу к романтической комедии «Дорогая Рут» (Dear Ruth, 1947), в главных ролях которой снимались Уильям Холден и Джоан Колфилд, но это неверно — первые его рассказы о Холдене («Лёгкий бунт на Мэдисон-авеню», «Я сумасшедший») были написаны в начале 1940-х годов, ещё до выхода фильма. Одна из версий происхождения имени — от «hold on a coal field» — «держаться на выжженных (угольных) полях». Так Сэлинджер указывает роль главного героя в современном мире, а также ссылается на название произведения Catcher in the Rye («Ловец во ржи», «Над пропастью во ржи»), отчасти дополняя его.